# Кирил Плакомитис
Кирил (на гръцки: Κύριλλος, Кирилос) е гръцки духовник, епископ на Вселенската патриаршия.

## Биография
Роден е със светската фамилия Плакомитис (Πλακομύτης). Служи като патриаршески пратеник в Цариград.
През май 1840 година е избран за червенски епископ в Търновската митрополия. На 25 октомври 1842 година подава оставка.
След оставката си първоначално пребивава във Влашко. По-късно заминава за Цариград и поне от 1852 година до смъртта си оглавява енорията „Света Богородица Судаска“ в Егри Капу.
Умира в Цариград през ноември 1880 година.